# Iceromyia flavifrons
Iceromyia flavifrons är en stekelart som beskrevs av John S. Noyes 1980. Iceromyia flavifrons ingår i släktet Iceromyia och familjen sköldlussteklar. Inga underarter finns listade i Catalogue of Life.